# Arlington (Tennessee)
Arlington – miasto w Stanach Zjednoczonych, w stanie Tennessee, w hrabstwie Shelby.